# Акчеево
Акчеево — село, центр сельской администрации в Ельниковском районе Мордовии.

## География
Расположено на правом берегу Мокши, в 9 км от районного центра и 90 км от железнодорожной станции Ковылкино.

## История
Основано в 16 в. По сведениям писцовой книги 1620—1621 гг., в деревне было 42 двора, в том числе 35 — служилых татар, 3 — приказчиков, 4 — русских крестьян. В 1678 году в 12 дворах (в том числе бобыльских) числились 62 человека податного населения мужского пола, принадлежавших мурзам темниковских и кадомских князей. В конце 18 в. возле Акчеева действовали винокуренный завод помещика С. Ф. Кабанова и на р. Мокше — мукомольная мельница. Православное население относилось к приходу Покровской церкви в с. Каменный Брод. По сведениям 1864 г., в деревне было 50 дворов (370 чел.), мечеть; 1894 г. — 93 двора (740 чел.). С 1930-х гг. Акчеево — центральная усадьба колхоза им. Сталина, «Якты Тормыш» («Светлая жизнь»), «50 лет СССР», «Мокша», с 1997 г. — СХПК «Возрождение». В 2000 году было создано ТНВ «Ниваснабсервис». В современной инфраструктуре села — средняя школа, библиотека, Дом культуры, медпункт, магазин, мечеть; проведён газопровод.

## Население
| 2002 | 2010 |
| ---- | ---- |
| 288  | ↘281 |

Национальный состав
Согласно результатам Всероссийской переписи населения 2002 года, в национальной структуре населения татары составляли 80 %.

## Известные уроженцы
- Мещеров, Зариф Ибрагимович, полный кавалер ордена Славы.
- Мещеров, Хусаин Хакимович, акушер-гинеколог, заслуженный врач Татарской АССР[тат.][3]
- Мещеров, Энвер Тагирович, агроном, заведующий отделом интродукции ВНИИР.[3]

## Источник
- Энциклопедия Мордовия, В. Н. Шитов.